# Doron Rabinovici
Doron Rabinovici (* 2. prosince 1961 v Tel Avivu) je rakouský spisovatel, esejista a historik s židovskými kořeny.

## Život
Doron Rabinovici je synem Davida a Schoschany Rabinovici, rozené Weksler. Jeho otci se podařilo roku 1944 uprchnout z Rumunska až do Palestiny. Jeho matka, původem z Litvy, přežila ghetto i pobyt v koncentračním táboře a po válce se dostala do Izraele. Svůj příběh líčí Schoschana Rabinovici v knize nazvané Dank meiner Mutter (Díky mé matce).
Roku 1964 se celá rodina kvůli otcově pracovním povinnostem přestěhovala do Vídně, kde Doron Rabinovici od té doby žije. Po maturitě (1979) studoval až do roku 1991 lékařství, psychologii, etnologii a dějiny na univerzitě ve Vídni. Roku 2000 promoval prací o situaci předních vídeňských Židů během let 1938 až 1945. Práce byla pod názvem Instanzen der Ohnmacht (Instance bezmoci) publikována i knižně.
Doron Rabinovici se silně angažuje v politických otázkách, zejména v boji proti antisemitismu a dalším formám rasismu. Je členem Grazer Autorenversammlung.
Jeho román Jinde, vydaný nakladatelstvím Archa i v češtině, byl roku 2010 nominován na Německou knižní cenu. Následující román Die Außerirdischen pronikl roku 2017 do širší nominace na Rakouskou knižní cenu.

## Ocenění
- 1994: 3sat-Stipendium udělované při udílení Ceny Ingeborg Bachmannové
- 1997: Stipendium při Ceně Ernsta Roberta Curti
- 1998: Stipendium Hermanna Lenze
- 2000: Stipendium při literární ceně Heimita von Doderera
- 2000: Stipendium při Mörikeho ceně města Fellbachu
- 2000: Cena města Vídně za publicistickou činnost
- 2002: Cena Clemense Brentana
- 2002: Cena Jeana Améryho za esejistickou činnost
- 2007: Cena Willyho a Helgy Verkauf-Verlonových za antifašistickou publicistickou činnost
- 2010: Cena Antona Wildganse

## Přehled děl
- Papirnik. Stories Suhrkamp, Frankfurt 1994, ISBN 3-518-11889-7
- Suche nach M. Roman in zwölf Episoden. Suhrkamp, Frankfurt 1997, ISBN 3-518-40850-X – román
- Instanzen der Ohnmacht. Wien 1938–1945. Der Weg zum Judenrat. Jüdischer Verlag, Frankfurt 2000, ISBN 3-633-54162-4 (Diss. phil. Universität Wien 2000) – historická studie
- Republik der Courage. Wider die Verhaiderung, (vydáno společně s Robertem Misikem), Aufbau Taschenbuch Verlag, Berlin 2000, ISBN 3-7466-7027-6
- Credo und Credit. Einmischungen . Suhrkamp, Frankfurt 2001 ISBN 3-518-12216-9 – eseje
- Ohnehin. Roman. Suhrkamp, Frankfurt 2004 ISBN 3-518-45736-5 – román
- Der ewige Widerstand. Über einen strittigen Begriff Styria, 2008 ISBN 978-3-222-13239-1
- Das Jooloomooloo. Wien 2008 ISBN 978-3-200-01231-8 – Kniha pro děti s ilustracemi Christiny Gschwantnerové
- Andernorts. Roman. Suhrkamp, Berlin 2010, ISBN 978-3-518-42175-8 – román, nominován na Německou knižní cenu
- Die Außerirdischen. Suhrkamp, Berlin 2017, ISBN 978-3-518-42761-3 – román, nominován na Rakouskou knižní cenu

### Česká vydání
- Krédo a kredit (Credo und Credit), uveřejněno v Listy, roč. 32, č. 4, 2002
- Jinde (Andernorts), překlad: Magdalena Štulcová, Archa, 2011, ISBN 978-80-87545-01-0